# Körriktningsvisare

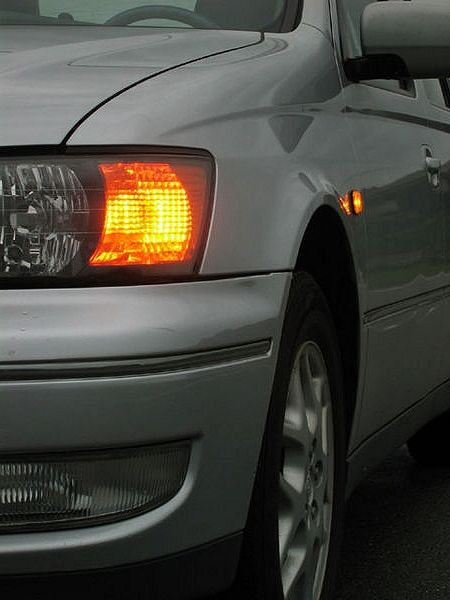
Främre körriktningsvisare och körriktningsvisare på karossida

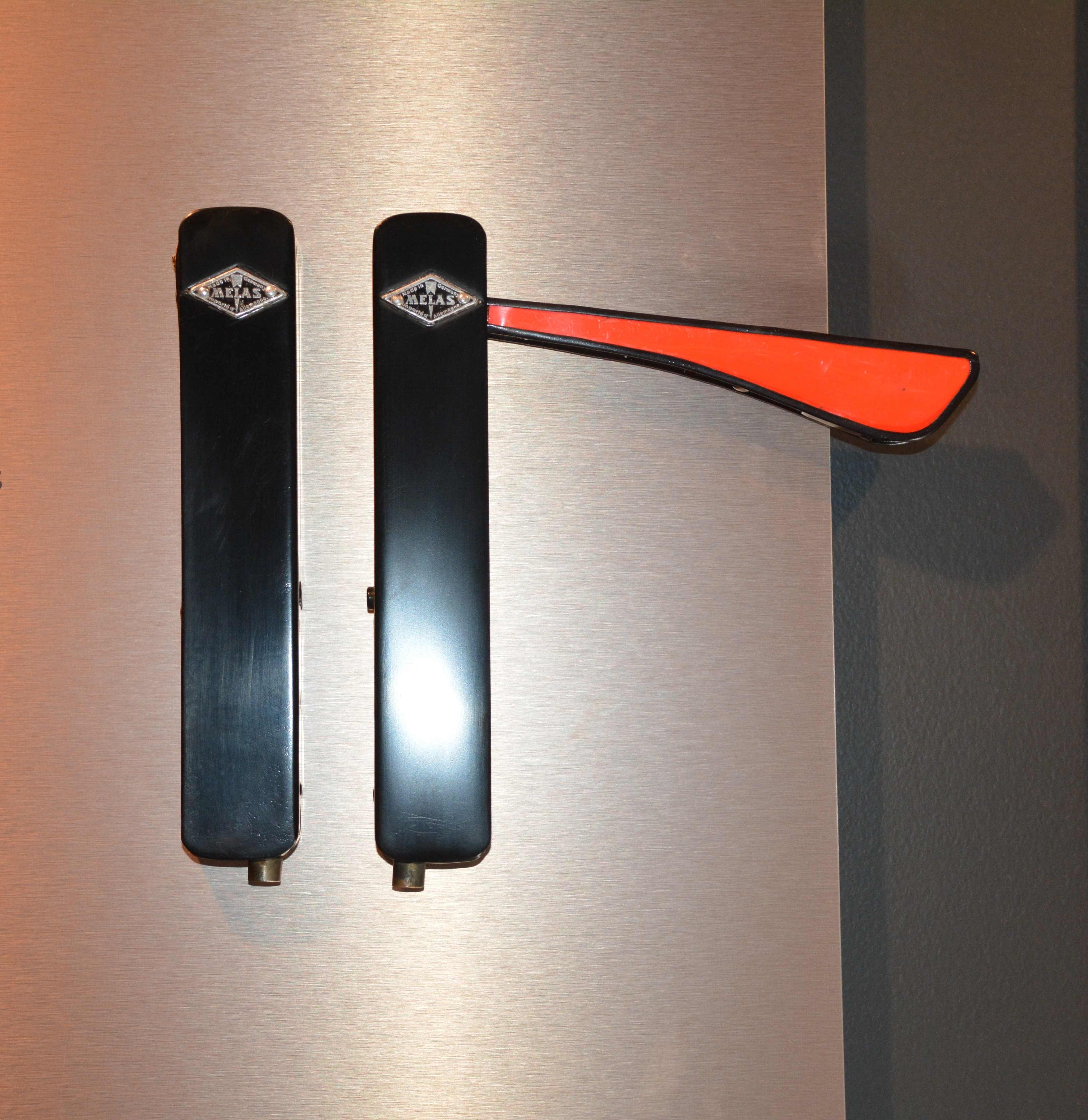
Körriktningsvisare med rörlig pil

Körriktningsvisare (numera också benämnda blinkljus eller blinkers) är en anordning på vägtrafikfordon och spårvagnar, med vilken föraren visar sin avsikt att svänga. Ordet körriktningsvisare är belagt sedan 1928 och blinkers från 1955. Körriktningsvisare består på moderna fordon av orange blinkande lampor. Äldre fordon kan ha en rörlig pil som fälls ut från fordonets sida. Moderna körriktningsvisare fungerar parvis (vänster fram/bak och höger fram/bak). Nyare fordon har körriktningsvisare inbyggda i backspegel eller på karossida.

## Lagstiftning

### Sverige
Äldre bilar (till och med årsmodell 1975) får ha vita körriktningsvisare fram och röda bak. Bilar från årsmodell 1976 måste ha körriktningsvisare som avger orange sken. Från och med årsmodell 1986 måste alla bilar ha sidokörriktningsvisare. En för föraren synlig grön indikeringslampa måste finnas, liksom en akustisk indikering. Om en lampa går sönder måste det finnas en varningsanordning som uppmärksammar föraren på det. Detta sker vanligtvis genom att blinkfrekvensen ökar.

### USA
Körriktningsvisare bak får avge rött eller orange sken. Körriktningsvisare fram fick tidigare avge vitt eller orange sken, men måste från och med årsmodell 1968 avge orange sken.

## Varningsblinkers
Man kan även använda alla blinkerslampor på ett fordon samtidigt genom att aktivera så kallade varningsblinkers med en knapp som oftast är röd med en triangel i. Denna funktion ska användas för att varna övriga trafikanter, till exempel vid motorstopp. 

## Bildgalleri

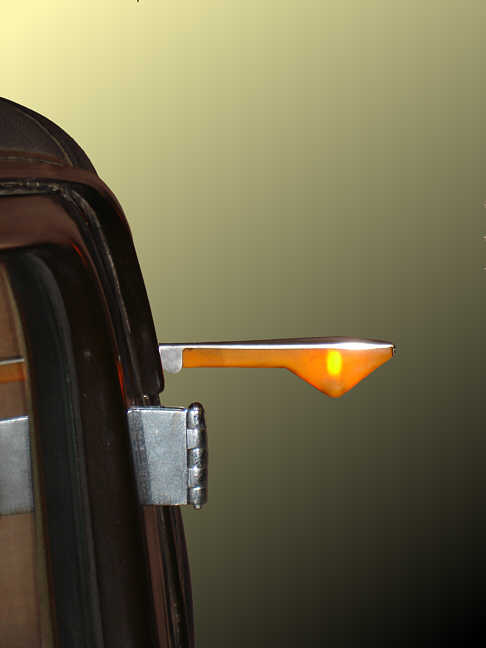
Körriktningsvisare på en bil från 1930-talet
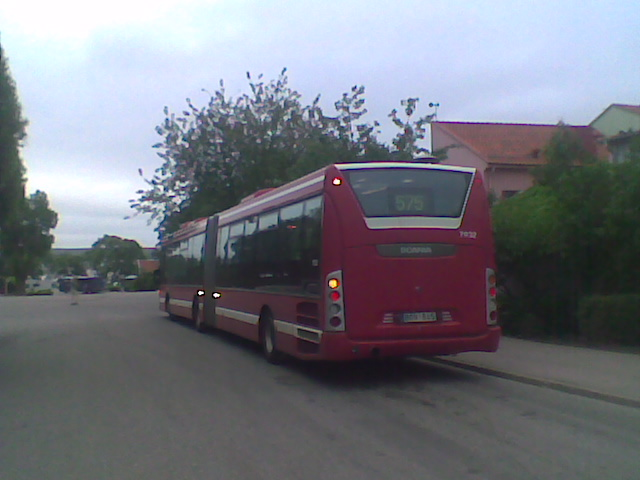
En buss som blinkar ut från hållplats